# Benedetto Gennari senior
Benedetto Gennari senior (Cento, 1563 – Cento, 26 marzo 1610) è stato un pittore italiano.

## Biografia
Poco è noto di questo pittore, che deve la sua fama unicamente per essere stato il primo maestro di Guercino. Si disse che appartenesse a un'antica famiglia originaria di Roma, passata a Pesaro e di qui a Cento. Benedetto era comunque operoso nel 1607 nella cittadina emiliana quando assunse nella sua bottega il sedicenne Guercino, confessando tuttavia di non avere abbastanza talento per potergli insegnare realmente qualcosa. 
Sposato con Giulia Bovi, fu padre dei pittori Bartolomeo ed Ercole, che sposò Lucia Barbieri, sorella del Guercino, dai quali nacquero Benedetto junior e Cesare, entrambi collaboratori del Guercino. Fu anche parente - forse fratello - di un altro pittore, Giovanni Battista Gennari.
Calvi riferisce di due opere del Gennari: un Battesimo di Cristo conservato nella chiesa del Santissimo Rosario di Cento, «capricciosamente espresso e d'uno stile grandioso che sente non poco del Carraccesco», e una Cena in Emmaus nella chiesa dei Cappuccini, «il più bel quadro di sua mano [ ... ] opera che per giudizioso e semplice ritrovamento e per forza di colorito tanto piace, che alcuni l'hanno creduta del Guercino, e certamente poco ci manca per essere tale». E in effetti l'opera, attribuita attualmente a un altro Gennari, il riminese Lorenzo, allievo del Guercino, viene datata intorno al 1628 e si vuole che il volto di Cristo sia di mano del Guercino stesso.